# Moe aikāne
Al Hawaii precolonial, moe aikāne era una relació íntima entre persones del mateix gènere, conegudes com a aikāne. Aquestes relacions eren mantingudes sobretot per aliʻi nui (caps tribals) i kaukaualiʻi (caps per sota dels caps) que practicaven el ritu hana lawelawe o volien tenir-ne sense l'estigma associat. Hi havia diversos termes hawaians per a descriure els aikāne, com ara hoʻokamaka i noho ai (un mot poètic, lit. ‘algú amb qui jeure’).
Les moe aikāne es referenciaven en moltes moʻolelo (històries i llegendes), com ara els poemes èpics de Pele i Hiʻiaka. La majoria de líders hawaians, com ara Kamehameha III, mantenien moe aikāne. El tinent James King va assegurar que «tots els caps en tenien» i que fins i tot en una ocasió, un cap va demanar al capità Cook que el deixés enrere per ell. Aquesta oferta era vista com un gran honor en la societat hawaiana, mentre que alguns membres de la tripulació de Cook van relatar històries d'aquesta tradició amb un gran menyspreu per la idea. El mariner i aventurer estatunidenc John Ledyard també va explicar la tradició segons la va arribar a percebre. Aquestes relacions eren oficials i públiques, i els hawaians de l'època les consideraven naturals.
La paraula i la categoria social d'aikāne es compon etimològicament dels mots ai (lit. ‘relació sexual íntima’) i kāne (lit. ‘home/masculí’). En els cants i moʻolelo tradicionals, les dones i deesses (així com les aliʻi, nobles hawaianes) es referien a les seves amants com a aikāne, com la deessa Hiʻiaka amb la seva amant Hōpoe. Entre el final del segle xix i el principi del segle xx, el mot aikāne va ser desposseït («purificat») del seu significat sexual per causa del colonialisme, i en premsa va passar a evocar una mera amistat. Així i tot, en les publicacions en llengua hawaiana el seu significat metafòric podia arribar a al·ludir a una amistat o una relació amorosa, sense estigmatització afegida.
Entre els hòmens, les relacions sexuals d'aquesta mena solien començar en l'adolescència i estendre's al llarg de la vida, malgrat que també podien tenir-ne d'heterosexuals. Aquestes relacions són reconegudes com a part de la història de l'antiga cultura hawaiana. Mentre que les moe aikāne podrien ser considerades com un exemple d'una comunitat nominalment heterosexual que acceptava relacions homosexuals i bisexuals, l'autor Kanalu G. Terry Young creu que aquestes relacions no eren bisexuals des d'un punt de vista social, sinó que corresponen a l'època de l'Antic Hawai o ʻōiwi wale, en què no existia l'estigma per l'ʻano (la naturalesa i el caràcter) de les persones.